# بول بيرت إلفيستروم
بول بيرت إلفيستروم (Paul Bert Elvstrøm)‏ (25 فبراير 1928 - 7 ديسمبر 2016) هو لاعب أولمبي لرياضة سباق القوارب الشراعية من الدنمارك. شارك في الأولمبياد الصيفي في 1948–1960، وفاز بما مجموعه 4 ميداليات.

## الميداليات
| ذهب | فضة | برونز | المجموع |
| 4   | 0   | 0     | 4       |

## روابط خارجية
- بول بيرت إلفيستروم على موقع الاتحاد الدولي للملاحة الشراعية (موقع جديد) (الإنجليزية)
- بول بيرت إلفيستروم على موقع الاتحاد الدولي للملاحة الشراعية (موقع قديم) (الإنجليزية)
- بول بيرت إلفيستروم على موقع اللجنة الأولمبية الدولية (الإنجليزية)
- بول بيرت إلفيستروم على موقع أوليمبيديا (الإنجليزية)